# Бримец
Бримец (фр. Brumetz) насеље је и општина у североисточној Француској у региону Пикардија, у департману Ен (Пикардија) која припада префектури Шато Тјери.
По подацима из 2011. године у општини је живело 221 становника, а густина насељености је износила 30,52 становника/km². Општина се простире на површини од 7,24 km². Налази се на средњој надморској висини од 70 метара (максималној 161 m, а минималној 62 m).

## Демографија
| 1962. | 1968. | 1975. | 1982. | 1990. | 1999. | 2011. |
| ----- | ----- | ----- | ----- | ----- | ----- | ----- |
| 159   | 166   | 199   | 106   | 166   | 183   | 221   |

График промене броја становника у току последњих година